# Forn de Can Boquet
El Forn de Can Boquet es troba al Parc de la Serralada Litoral, concretament a Vilassar de Dalt (el Maresme).

## Descripció
Hi ha força forns en tot el Parc: tots amb un aspecte molt semblant, però amb diferents estats de conservació. No és fàcil datar-los i els experts els atribueixen al segle xix, tot i que alguns podrien ésser anteriors. Tampoc no se sap exactament què s'hi produïa, encara que el més probable és que fos ceràmica de construcció (teules, rajoles, maons, etc.). La minsa infraestructura al voltant dels forns i les reduïdes dimensions fan pensar que no eren destinats per a una explotació comercial (probablement es feien servir per generar material reservat a la construcció de les masies properes).
L'estructura d'aquests forns és ben senzilla: dues cambres, una damunt de l'altra. La de sota tenia la combustió i a la de dalt es col·locaven les peces a coure. Ambdues separades per la graella: una superfície amb forats per on passava l'escalfor del foc de sota. El material que s'havia de coure es posava damunt de la graella, procurant no obstruir els forats.
El Forn de Can Boquet té una cambra superior rectangular de 2 x 3 m amb una sola porta d'entrada, situada al pla de la vinya, en una feixa inferior. El portal està separat 1,5 m de la cambra, a la qual s'accedia per un curt túnel amb embocadura d'arc de maó. La graella i les parets estan perfectament conservades (probablement, les millors de tots els forns del Parc).

## Accés
És ubicat a Vilassar de Dalt i dins de la propietat de Can Boquet. Situats al Pi de la Creu de Can Boquet, pugem 440 m en direcció nord. Està dins d'una franja boscosa que separa un camp de conreu vora pista i la vinya d'una feixa inferior. Coordenades: x=445201 y=4597913 z=388.